# David Holguín
David Holguín (Cali, Valle del Cauca, Colombia; 27 de noviembre de 1984) es un futbolista colombiano. Juega de mediocampista.

## Trayectoria
En el América de Cali jugó de delantero o volante de segunda línea. El 21 de junio de 2011 sale del América junto a otros jugadores por decisión del técnico Álvaro Aponte. Pero días después el técnico lo deja en el América. A finales de 2011 América desciende a la Primera B luego de perder desde los penales la serie de promoción contra Patriotas.

## Clubes
| Club                 | País     | Año         |
| -------------------- | -------- | ----------- |
| Deportes Quindío     | Colombia | 2006        |
| América de Cali      | Colombia | 2007        |
| Oriente Petrolero    | Bolivia  | 2007        |
| América de Cali      | Colombia | 2008 - 2011 |
| Atlético Bucaramanga | Colombia | 2012        |

## Palmarés

### Campeonatos nacionales
| Título              | Club            | País     | Año  |
| ------------------- | --------------- | -------- | ---- |
| Torneo Finalización | América de Cali | Colombia | 2008 |

### Otros trofeos
| Título     | Club            | País     | Año  |
| ---------- | --------------- | -------- | ---- |
| Copa Cafam | América de Cali | Colombia | 2011 |